# Гроссвальзерталь
47°14′29″ пн. ш. 9°56′22″ сх. д. / 47.2414° пн. ш. 9.93944° сх. д.

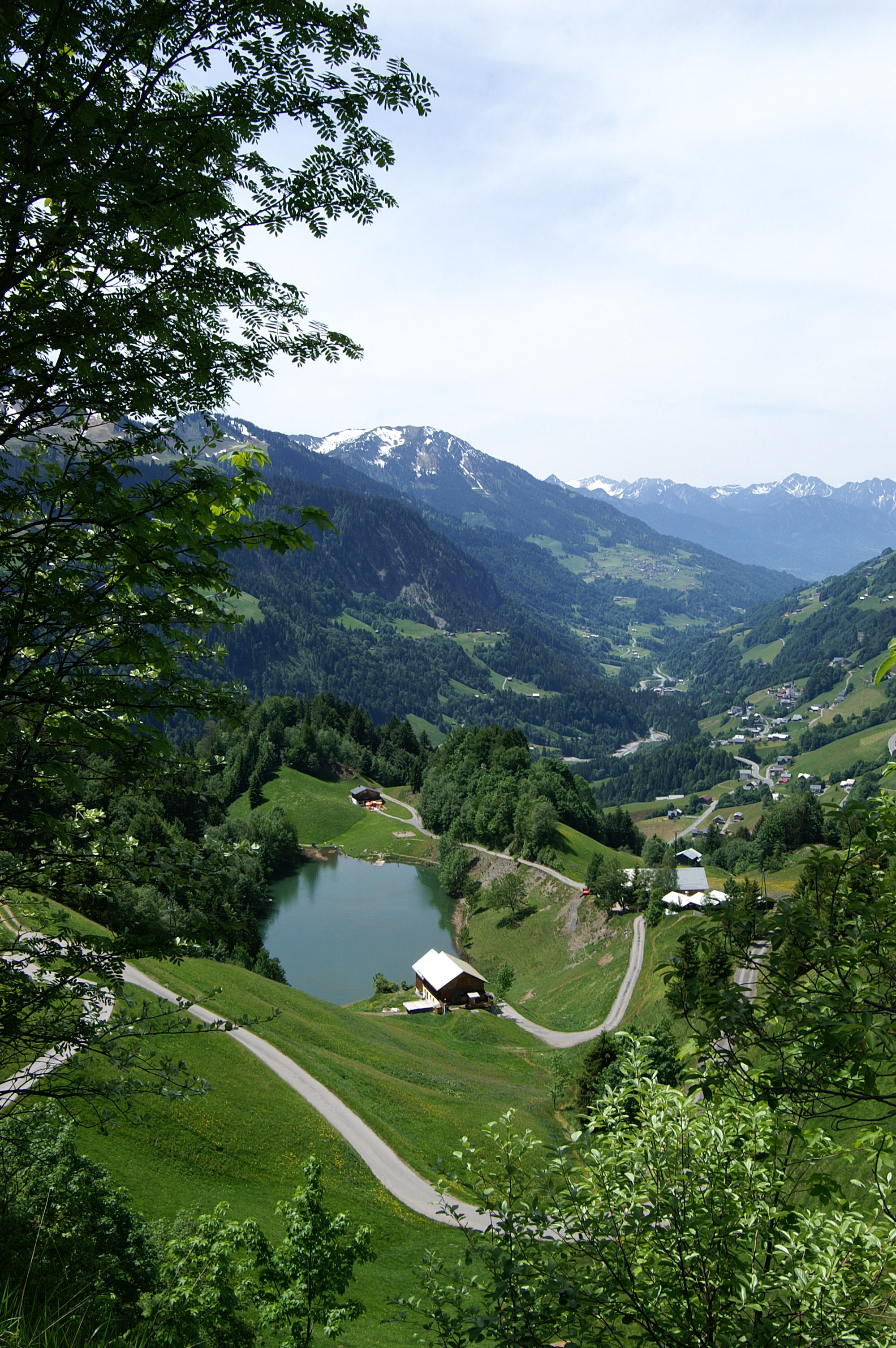
Долина Гроссвальзерталь

Долина Гроссвальзерталь (нім. Großes Walsertal, Großwalsertal) — долина в Австрії, розташована на території федеральної землі Форарльберг.

## Назва

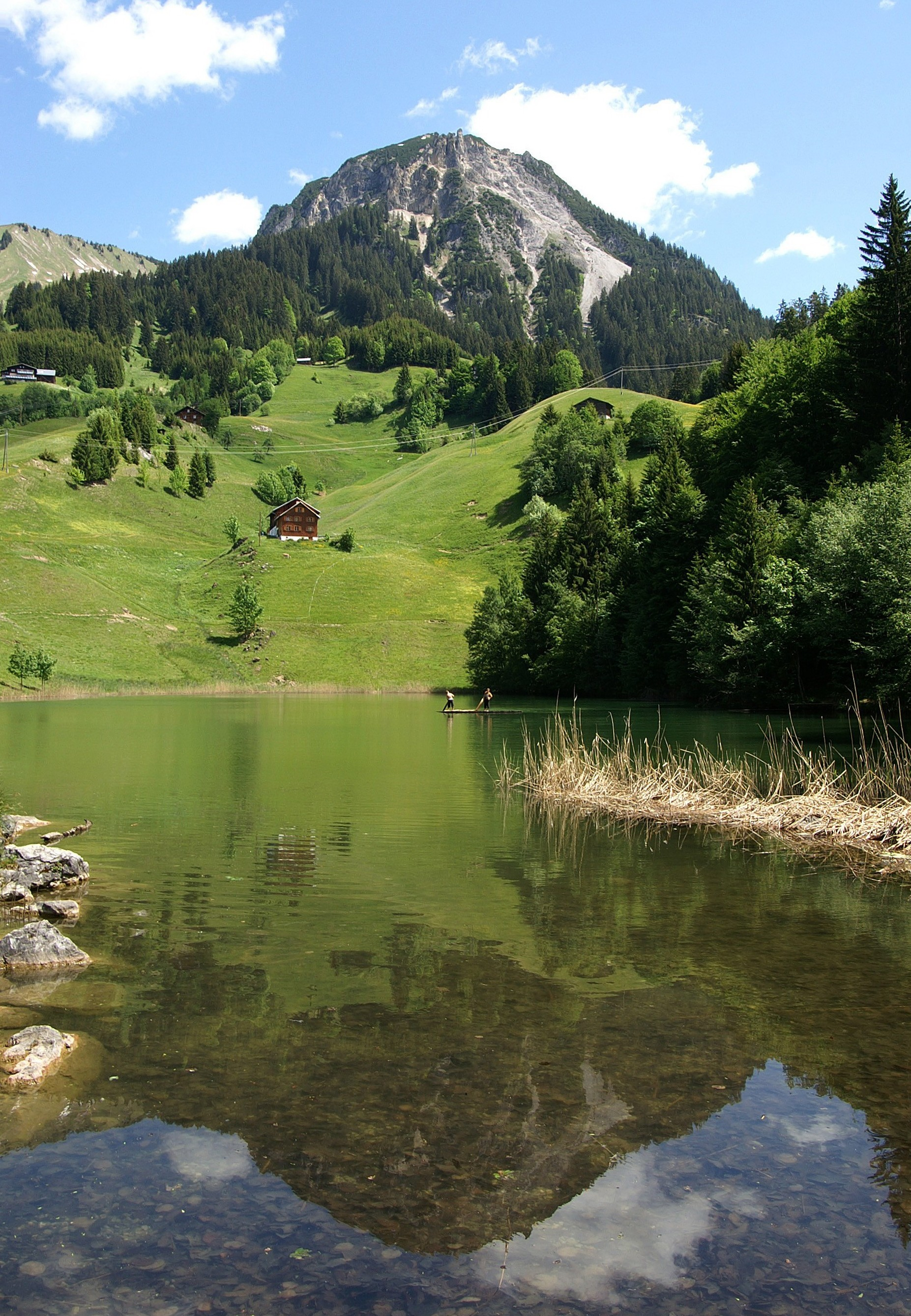
Долина Гросс-Вальцерталь

Назва долини Großes Walsertal (укр. Велика Вальцерська Долина) походить від імені емігрантів з району сучасного швейцарського кантону Вале в долині річки Рони, які оселилися на території сучасної долини Форарльберга в XIV столітті та називалися вальцерами (нім. Walser).
|                      | Мешканці вальцерських історичних поселень на альпійських висотах, де була колись жива або лишається живою мова, культура, економіка та історична свідомість, називаються Вальцерами. |
| — Johannes Fuehre, . | |

Поселення вальцерів у Форарльберзі займали чверть всієї території земельного округу: вальцери оселилися не тільки в долині Гроссвальзерталь, а й в Латернсерталь — східній частині Рейнської Долини, Дамюльсі, Долині Бранднерталь, долині Зільберталь та долині Кляйнвальзерталь (укр. Мала Вальцерська Долина).

## Географія

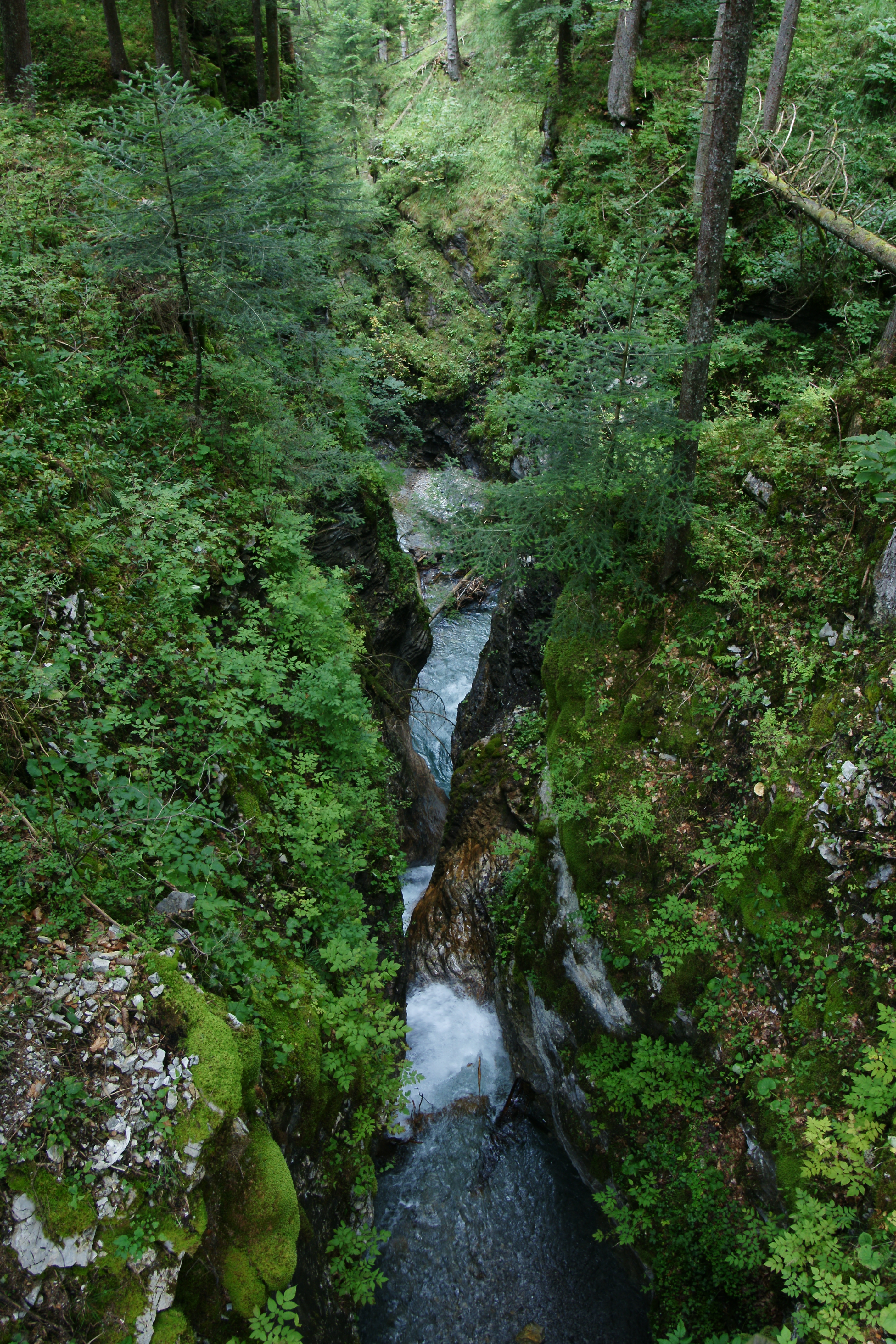
Струмок Марульбах

За розташуванням Долина Гросс-Вальцерталь належить до Північних Вапнякових Альп. Найвищі гори-двотисячники Гросс-Вальцерталь: Роте-Ванд, Браченкопф, Містгауфен, Цітерклапфен і Гамсфрайгайт.
Тип долини — V-образна. Довжина — 25 км.

## Населення
На території Гроссвальзерталь, площа якої складає близько 200 км, розташовані поселення 6 сільських громад (муніципалітетів): Тюринегерберг, Сент-Герольд, Блонс, Зоннтаг, Фонтанелла та Раггаль.

## Біосферний заповідник Гроссвальзерталь
Гроссвальзерталь визнаний ЮНЕСКО біосферним заповідником. За програмою ЮНЕСКО «Людина і біосфера» він є біосферним резерватом на муніципальній основі.
Співробітники заповіднику щороку проводять цикл освітніх та екологічних заходів «Wilden Walser Wege» (укр. Дикі шляхи Вальцеру) в контексті літньої програми біосферного заповіднику Гроссвальзерталь..